# Günter Gawlick
Günter Gawlick (* 1. März 1930 in Königsberg/Preußen; † 26. August 2022 in Witten) war ein deutscher Philosoph, Philosophiehistoriker und Professor für Philosophie.

## Leben
Gawlick studierte von 1950 bis 1956 Philosophie, Latinistik und Anglistik in Kiel, Manchester und Freiburg. 1956 wurde er in Kiel von Walter Bröcker promoviert, 1963 in Gießen habilitiert. Er wechselte mit Hans Blumenberg als wissenschaftlicher Assistent nach Bochum, wo er von 1969 an ordentlicher Professor der Philosophie war. 1992 wurde er dort emeritiert.
Zu seinen Schülern zählen unter anderem Hans-Ulrich Hoche, Lothar Kreimendahl, Wolfgang Leidhold, Winfried Schröder und Werner Strube.
Gawlick arbeitete auf dem Gebiet der antiken Philosophie zu den philosophischen Schriften Ciceros und deren Rezeptionsgeschichte, auf dem Gebiet der neuzeitlichen Philosophie zu Aufklärung, Skepsis, Empirismus und Deismus (Christian Wolff, Alexander Gottlieb Baumgarten, David Hume, Thomas Hobbes, Baruch de Spinoza und anderen) unter Berücksichtigung der Rezeptionsgeschichte.
Der Gawlick-Schüler Stefan Lorenz charakterisierte seine Rolle in der Community so: „In einer methodenbegeisterten oder existenzialanalytisch bewegten Zeit übte Gawlick nüchterne Zurückhaltung. Er konzentrierte sich auf das beharrliche Interpretieren und editorisch-kommentierende Präsentieren philosophischer Texte, wobei er auch und gerade wenig  Berücksichtigtes in den Blick nahm. Wichtig war ihm der  Aufweis von Kontinuitäten und Rezeptionszusammenhängen.“ Dass Gawlick sich als Herausgeber „kleinerer Denker, wie etwa Hermann Samuel Reimarus,“ (aber auch Pierre Bayles, Edward Lord Herbert of Cherburys, Christian Wolffs und Alexander Gottlieb Baumgartens) annahm, trug laut Lorenz „der Einsicht Rechnung, dass diese Gestalten bei der Rekonstruktion der Vermittlungsprozesse von Ideen größere Aufmerksamkeit verdienen.“ Gawlicks Haltung scheint bereits in seiner Habilitationsschrift auf: Dort behandelte die religionsphilosophische Bewegung des englischen Deismus, die laut Lorenz trotz ihrer großen Bedeutung für die europäische Aufklärung kaum in den Blick der Philosophiegeschichtsschreibung gekommen sei.
Die so beschriebene Wesensart Gawlicks als Forscher kennzeichnete ihn auch als akademischen Lehrer: „Seine Veranstaltungen galten als „schwer“, ging es ihm doch dort um die Einübung der präzisen Beschreibung ideengeschichtlicher Bestände und der Überprüfung dieser Bestände auf logische und methodische Triftigkeit. Ebenso ging es um deren Einordnung in größere Traditionszusammenhänge, die Gawlick von der Antike bis zur Neuzeit mit erstaunlicher Belesenheit überblickte.“  Ein ehemaliger Student erinnert sich dementsprechend an ein „Proseminar zu Kant, durch das er uns mit Strenge führte, gewürzt mit der ihm eigenen Ironie.“

## Schriften (Auswahl)
- Untersuchungen zu Ciceros philosophischer Methode. Diss. masch. Kiel 1956.
- Moralität und Offenbarungsglaube. Studien zum englischen Deismus. Habil.-schrift Gießen 1963.
- David Hume: Dialoge über natürliche Religion. (= Philosophische Bibliothek, Band 36). Neu bearbeitet und herausgegeben von Günter Gawlick. Felix Meiner Verlag, Hamburg 1980, ISBN  978-3-787-30509-4.
- mit Lothar Kreimendahl: Hume in der deutschen Aufklärung. Umrisse einer Rezeptionsgeschichte. Frommann-Holzboog, Stuttgart – Bad Cannstatt 1986.
- mit Woldemar Görler: Cicero. In: Grundriss der Geschichte der Philosophie. Begründet von Friedrich Ueberweg. Völlig neubearbeitete Auflage. Die Philosophie der Antike. Band 4: Die hellenistische Philosophie. Hrsg. von Hellmut Flashar. Schwabe, Basel 1994, Teil 2, Ss. 991–1168.
- (Herausgegeben von Lothar Kreimendahl): Cicero : Person und Lehre im Urteil der Jahrhunderte. Frommann-Holzboog, Stuttgart – Bad Cannstatt 2022.